# Демодекоз собак
Демодекоз собак (лат. Demodecosis canum) — акариаз собак, характеризующийся поражением кожи и внутренних органов. Возбудитель Demodex canis — клещ сигарообразной формы длиной 0,2-0,26 мм. Возбудители болезни имеют червеобразную форму и очень короткие трехчленистые ноги с двумя коготками на концах. Задний отдел тела поперечно исчерчен. Источник заражения — больные собаки. Паразит локализуется в волосяных фолликулах и сальных железах кожи.
Различают чешуйчатую (сквамозную), узелковую (папулезную), пустулезную (пиодемодекоз), смешанную и генерализованную формы демодекоза собак.
В начале на коже возникают чешуйки, гнойнички, могут развиться вторичные бактериальные и грибковые поражения кожи. При генерализованном процессе, клещи могут заноситься в лимфатические узлы, печень, почки, кишечник, селезёнку. 
Демодекоз собак считается практически незаразным заболеванием (щенки заражаются от матери в первые 72 часа после рождения).